# 二硒化锰
二硒化锰是一种无机化合物，化学式为MnSe2，这个化合物可以看成是由Mn2+和Se22-离子构成的，但作为一种半导体， MnSe2的组成不适合用化合价来描述.

## 制备
二硒化锰可以由化学计量比的单质直接化合得到：
Mn + 2 Se —550℃→ MnSe2